# Бронка групп
«Бро́нка групп» — петербургский инвестиционно-промышленный холдинг. Основан в 2002 году. Крупнейшие активы — Единый центр документов, завод «Измерон», Прядильно-ниточный комбинат им. С. М. Кирова, «Бронка девелопмент», а также ресторанная группа и сеть монобрендовых бутиков.
Основные владельцы — Н. А. Муров и Н. Н. Негодова.

## Структура

### Единый центр документов
Многофункциональный комплекс в Санкт-Петербурге на улице Красного Текстильщика, специализирующийся на услугах населению. На территории ЕЦД расположены государственные и частные компании, предоставляющие услуги по подготовке документов. В августе 2024 года на территории ЕЦД открылся Межрайонный отдел ЗАГС. 

### Завод «Измерон»
Предприятие занимается проектированием, производством и реализацией внутрискважинного оборудования для нефтегазодобывающей отрасли. В 2023 году состоялось открытие новой площадки завода «Измерон» в Кировском районе Санкт-Петербурга. Инвестиции в проект оцениваются в 2 млрд рублей.

### Прядильно-ниточный комбинат им. С. М. Кирова
Одно из старейших предприятий текстильной промышленности России (начало работу в 1833 году). Специализируется на производстве швейных, вязальных и вышивальных ниток. В 2022 году предприятие переехало на новую производственную площадку в Кировском районе Санкт-Петербурга.

### «Бронка девелопмент»
Занимается строительством жилой и коммерческой недвижимости в Санкт-Петербурге. Среди наиболее известных проектов — клубный дом 21 Pro, ЖД «Монополист», ЖК «Русский дом» (совместно с Группой ЛСР).

### Рестораны
Среди активов — итальянский ресторан Il Lago dei Cigni, ресторан Il Lago в Репино-Ленинское, паназиатский Buddha-Bar, ресторан Diamond Club на «Газпром Арене», загородный ресторан «Лунка 19», гастробар Hunt, сеть китайской кухни Hagao, бар «Архитектор».
В 2022 году ресторан Il Lago dei Cigni был признан лучшим рестораном Петербурга по версии La Liste 2023.

### Монобрендовые бутики
Направление Bronka Fashion развивает 5 монобрендовых бутиков в Санкт-Петербурге: Zilli, Kiton, Canali, Santoni, Frette, а также мультибрендовый бутик в Москве. 

### Бизнес-квартал «Мануфактура 10|12»
В 2025 году на месте производственных корпусов Прядильно-ниточного комбината им. С. М. Кирова открылось общественное пространство «Мануфактура 10|12». 